# Georges Vanier
Georges-Philéas Vanier (Montréal, 23 aprile 1888 – Ottawa, 5 marzo 1967) è stato un generale, diplomatico e politico canadese, governatore generale del Canada dal 1959 al 1967.

## Biografia
Fu il primo governatore generale del Canada francofono, per arginare le spinte secessioniste del Québec il governo canadese optò per un'alternanza tra anglofoni e francofoni alla carica di governatore generale dopo che con Vincent Massey era stato superato il fatto che i governatori fossero di origine britannica.